# Martinlaakso vasútállomás
Martinlaakso vasútállomás Finnországban, Vantaa településen található.

## Vasútvonalak
Az állomást az alábbi vasútvonalak érintik:

## Kapcsolódó állomások
A vasútállomáshoz az alábbi állomások vannak a legközelebb:
- Louhela vasútállomás (Helsinki Central, I Helsinki < Lentoasema < Helsinki)
- Vantaankoski vasútállomás (Helsinki Central, P Helsinki - Lentoasema- Helsinki, Lentoasema vasútállomás)